# Sporazum o mednarodnem železniškem prevozu nevarnih snovi
Sporazum o mednarodnem železniškem prevozu nevarnih snovi (francosko Règlemant concernant le transport international ferroviaire des marchandises dangereuses (RID)) je mednarodni sporazum med državami o prevozu nevarnih snovi po železnici. 
Ta sporazum je priloga I »Konvencije o mednarodnih železniških prevozih« (COTIF), dodatek B - Enotna pravila o pogodbi v mednarodnem železniškem prevozu blaga (CIM). 
Konvencija o mednarodnih železniških prevozih je bila sprejeta leta 1980 v Bernu in je začela veljati 1. maja 1985. Ta konvencija obvezuje tudi Slovenijo, ki poleg »Zakona o prevozu nevarnega blaga« (ZPNB) opredeljuje pogoje prevoza nevarnih snovi v železniškem prometu.
Sporazum je razdeljen na tri dele:
- Splošne določbe
- Posebne določbe za posamezne razrede
- 11 dodatkov, abecedni register in dopolnila